# 下切纳泰
下切纳泰（義大利語：Cenate Sotto）是意大利贝加莫省的一个市镇。总面积4平方公里，人口3416人，人口密度854.0人/平方公里（2009年）。国家统计（ISTAT）代码为016069。